# Elecciones estatales de Kelantan de 1990
Las elecciones estatales de Kelantan de 1990 tuvieron lugar el 21 de octubre del mencionado año con el objetivo de renovar los 39 escaños de la Asamblea Legislativa Estatal, que a su vez investiría a un Menteri Besar (Ministro Principal o Gobernador) para el período 1990-1995, a no ser que se realizaran elecciones estatales adelantadas en dicho período. Al igual que todas las elecciones de Kelantan, excepto las de 1978, se realizaron al mismo tiempo que las elecciones federales al Dewan Rakyat de Malasia a nivel nacional.
Estos comicios tuvieron un carácter histórico, no solo a nivel estatal sino nacional. El Partido Islámico Panmalayo (PAS), gobernante entre 1959 y 1978 y en la oposición desde entonces, logró obtener una arrolladora y prácticamente unánime victoria, recuperando el control del estado y provocando la primera derrota estatal de la Organización Nacional de los Malayos Unidos en Malasia Occidental desde las elecciones de 1969. Los partidos de la coalición Angkatan Perpaduan Ummah (Movimiento de Unidad Musulmana) del PAS, presidido por Nik Abdul Aziz Nik Mat; el Partido Semangat 46, liderado por Tengku Razaleigh Hamzah; y otras fuerzas menores como el Frente Islámico Panmalayo (BERJASA), lograron obtener todos los escaños de la Asamblea Legislativa Estatal, siendo la primera ocasión en toda su historia que la UMNO no lograba representación de ningún tipo en un órgano legislativo federal o estatal. Tal fenómeno, que una alianza distinta al BN logre tomar el control de todos los escaños de un órgano estatal, no ha vuelto a repetirse en la historia electoral de Malasia. En término de voto popular, la alianza APU logró el 62.41% de las preferencias, el BN el 36.93% y los independientes el 0.66% restante. La participación fue del 78.49% del electorado registrado.
El peso de la victoria de la coalición APU fue suficiente para que Nik Abdul Aziz fuese juramentado Menteri Besar tan solo al día siguiente, 22 de octubre. Después de estas elecciones, el PAS continuaría gobernando Kelantan incluso durante las dos ocasiones de mayor apogeo político del Barisan Nasional (1995 y 2004), manteniéndose en el poder hasta la actualidad, por lo que estos comicios pusieron fin al último período en que una sola coalición gobernó todos los estados de Malasia.

## Contexto
Desde la independencia de Malasia, Kelantan ha sido un bastión tradicional del Partido Islámico Panmalayo (PAS), gobernándolo entre 1959 y 1978. En 1974, el PAS se unió al Barisan Nasional, coalición gobernante y hegemónica del país, y mantuvo el gobierno de Kelantan en nombre del oficialismo hasta que, luego de una serie de disturbios a finales de 1977, el estado fue intervenido por el gobierno federal y el PAS abandonó la coalición en protesta. En las elecciones estatales que siguieron, la Organización Nacional de los Malayos Unidos (UMNO), principal componente del Barisan Nasional, tomó el control del estado con Mohamed Yaacob como Menteri Besar, y logró monopolizarlo junto con las demás gobernaciones. A pesar de haber perdido el gobierno estatal, Kelantan continuó siendo la principal fuente de votos para el PAS, que durante la década de 1980 comenzó a tener un enfoque cada vez más extremista y radical conforme la sociedad comenzaba a volverse más conservadora.
La crisis de la UMNO de 1987 por el enfrentamiento entre Tengku Razaleigh Hamzah y el primer ministro Mahathir Mohamad, que condujo a la salida de Razaleigh del partido, marcó un punto de inflexión para la política de Malasia y de Kelantan en particular. Proveniente de la realeza estatal kelantanesa, Razaleigh era reconocido en todo el país como "Padre de la Economía Malasia" por su actividad como Ministro de Finanzas, y dentro de su estado natal recibía el apodo de "Príncipe Popular" por su defensa de las instituciones democráticas. Aunque después de fundar el partido Semangat 46 buscó enfocarse en la política federal y nunca aspiró a conseguir cargos ejecutivos o legislativos en Kelantan, su salida de la UMNO privaba al Barisan Nasional de una figura pública sumamente popular.
Tras la renuncia de Yusof Rawa a principios de 1989, Fadzil Noor asumió como presidente del PAS. A pesar de pertenecer a la misma línea interna de línea dura que su predecesor, Fadzil reconoció la crisis que experimentaba el islamismo malasio debido a su excesivo enfoque en temas religiosos y condujo a una profunda reforma interna del partido, buscando centrarse en temas económicos y políticos, como la justicia social, la erradicación de la pobreza y la democratización, además de promover el ascenso de profesionales urbanos a cargos partidarios, desplazando a los clérigos musulmanes acostumbrados. Este giro hacia una plataforma electoral más moderna de parte del PAS, sumado a la crisis de la UMNO, se tradujo en un notorio incremento de las expectativas electorales del partido islamista.

## Resultados
|  | 42.09 % |

|  | 61.54 % |

|  | 18.53 % |

|  | 35.90 % |

|  | 1.79 % |

|  | 2.56 % |

|  | 62.41 % |

|  | 100.00 % |

|  | 35.81 % |

|  | 0.00 % |

|  | 1.12 % |

|  | 0.00 % |

|  | 36.93 % |

|  | 0.00 % |

|  | 0.66 % |

|  | 0.00 % |

|  | 97.27 % |

|  | 2.73 % |

|  | 100.00 % |

|  | 78.49 % |